# Polarforskningssekretariatet

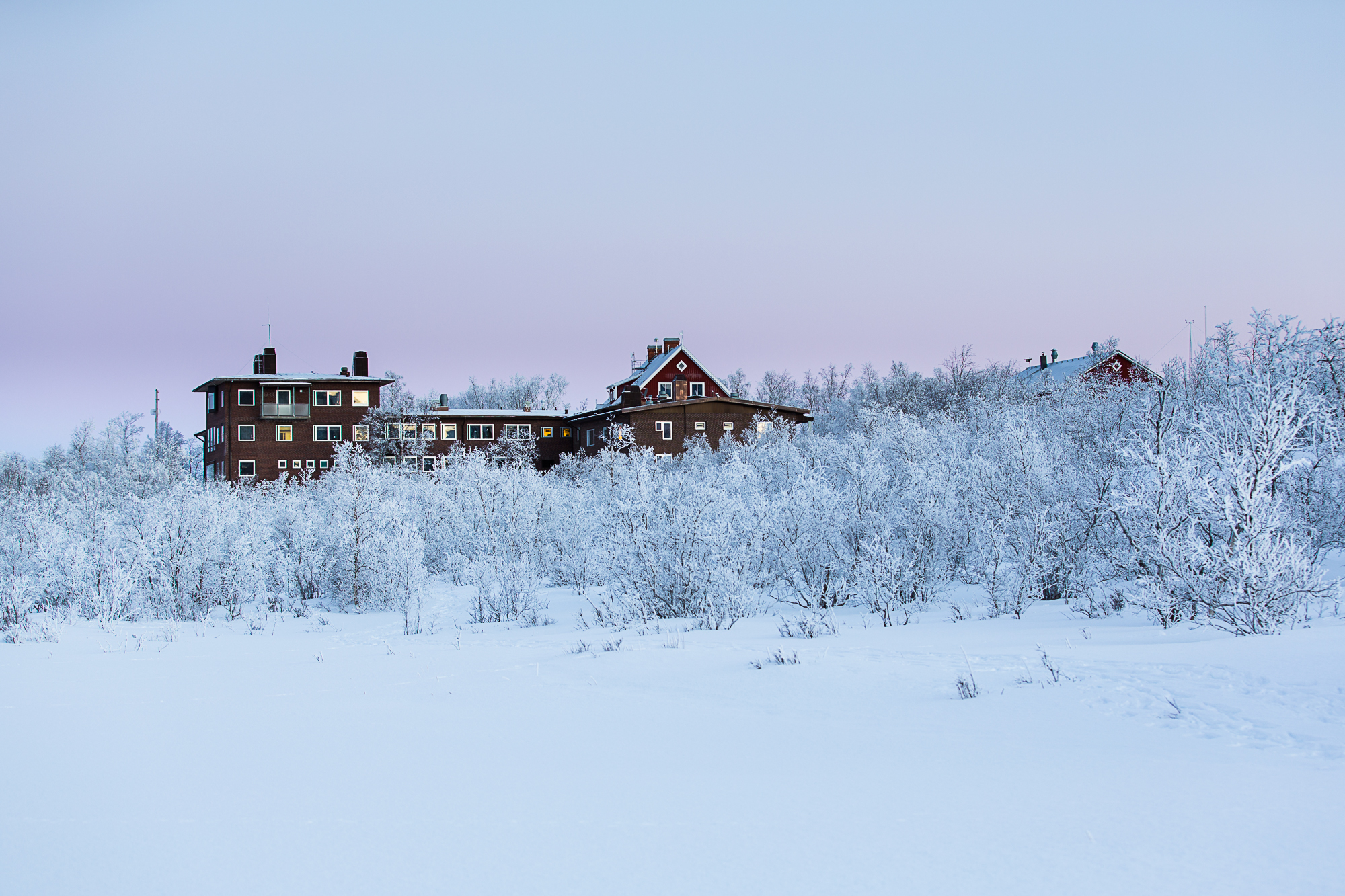
Abisko naturvetenskapliga station

Polarforskningssekretariatet är en svensk statlig myndighet med uppgift att samordna och främja svensk polarforskning. Det är en enrådighetsmyndighet, och har ett av regeringen utsett insynsråd. Huvudkontoret är sedan 2019 beläget på universitetsområdet i Luleå, och hyr lokaler av Luleå tekniska universitet.
Polarforskningssekretariatets fasta infrastruktur för forskning omfattar Abisko naturvetenskapliga station, forskningsstationerna Wasa och Svea i Dronning Maud Land i Antarktis samt isbrytaren Oden.

## Historik[2]
I början av 1980-talet växte den svenska polarforskningen, delvis under ledning av geologen Valter Schytt, och det uppstod ett behov av såväl finansiering som samordning. Samtidigt fanns det på utrikesdepartementet en önskemål om ett ökat svenskt inflytande i Antarktis, vilket kunde uppnås genom svensk forskningsverksamhet där. År 1981 hade Vetenskapsakademin skapat en svensk polarforskningskommitté, vilken 1983 uppvaktade dåvarande utbildningsminister Ingvar Carlsson med förslaget om att bilda en statlig myndighet. Polarforskningssekratariatet bildades året därpå. Samma år blev Sverige associerad medlem av Antarktisfördraget, och sedan fullvärdig medlem 1988. Detta möjliggjordes av ett starkt engagemang i Scientific Committee on Antarctic Research, och av det faktum att Sverige under sydsommaren 1987/1988 upprättade den fasta forskningsstationen Svea i Antarktis. Året därefter byggdes den större stationen Wasa. Ytterligare en forskningsplattform, isbrytaren Oden, började användas i slutet av 1980-talet, och 1991 kunde Oden tillsammans med det tyska polarforskningsfartyget Polarstern som första konventionellt drivna fartyg nå Nordpolen. Även om Polarforskningssekretariatets inledande verksamhet fokuserade på Antarktis, så ligger den naturliga tyngdpunkten i svensk polarforskning i de nordliga polarområdena. Dit hör även den svenska fjällvärlden, och sedan 1 december 2010 är Polarforskningssekretariatet huvudman för Abisko naturvetenskapliga station.
2017 beslöt Sveriges regering att Polarforskningssekretariatet ska flyttas från Djurgården i Stockholm  till Luleå senast den 30 juni 2019 . Efter omlokaliseringen invigde Matilda Ernkrans, minister för högre utbildning och forskning, de nya lokalerna i Luleå den 4 september 2019.

## Uppgifter
Myndighetens huvudsakliga uppgift är att organisera och stödja forskningsexpeditioner till polarområdena, och att ansvara för forskningsinfrastruktur. Sekretariatet medverkar också till att skapa förutsättningar för polarforskning som utförs utan fältarbete, samt att bidra till att forskningsresultat görs tillgängliga. Vetenskapsrådet och Polarforskningssekretariatet gör regelbundet gemensamma utlysningar av stöd till polarforskning. Polarforskningssekretariatet har drygt 30 anställda som arbetar med forskningsplanering, forskningsinfrastruktur, kommunikation och verksamhetsstöd. Sekretariatet medverkar även vid internationella förhandlingar och samarbeten som bland annat leds från Utrikesdepartementet. Sekretariatet har som ytterligare uppgift att aktivt arbeta för förbättrat miljöskydd i polarområdena, och att utfärda tillstånd för vistelse eller verksamhet enligt lagen (2006:924) om Antarktis. 
Forskningen utförs främst i Arktis och Antarktis, men även de subpolära områdena och svenska fjällvärlden är av intresse. Polarforskningssekretariatet driver samarbeten med bland andra Vetenskapsrådet, Sjöfartsverket, Mistra, SMHI och internationella polarorganisationer. Sekretariatet representerar Sverige internationellt i polarfrågor.

## Lärar- och konstnärsprogram
År 2000 inleddes ett lärarprogram, i vilket lärare får möjlighet att delta i polarexpeditioner samt i internationella konferenser och seminarier. 
Konstnärer har genom historien deltagit i polarexpeditioner. Polarforskningssekretariatet fortsätter denna tradition genom att erbjuda konstnärer plats på svenska forskningsexpeditioner. Konstnärerna genomför ett eget projekt under expeditionen.

## Direktör

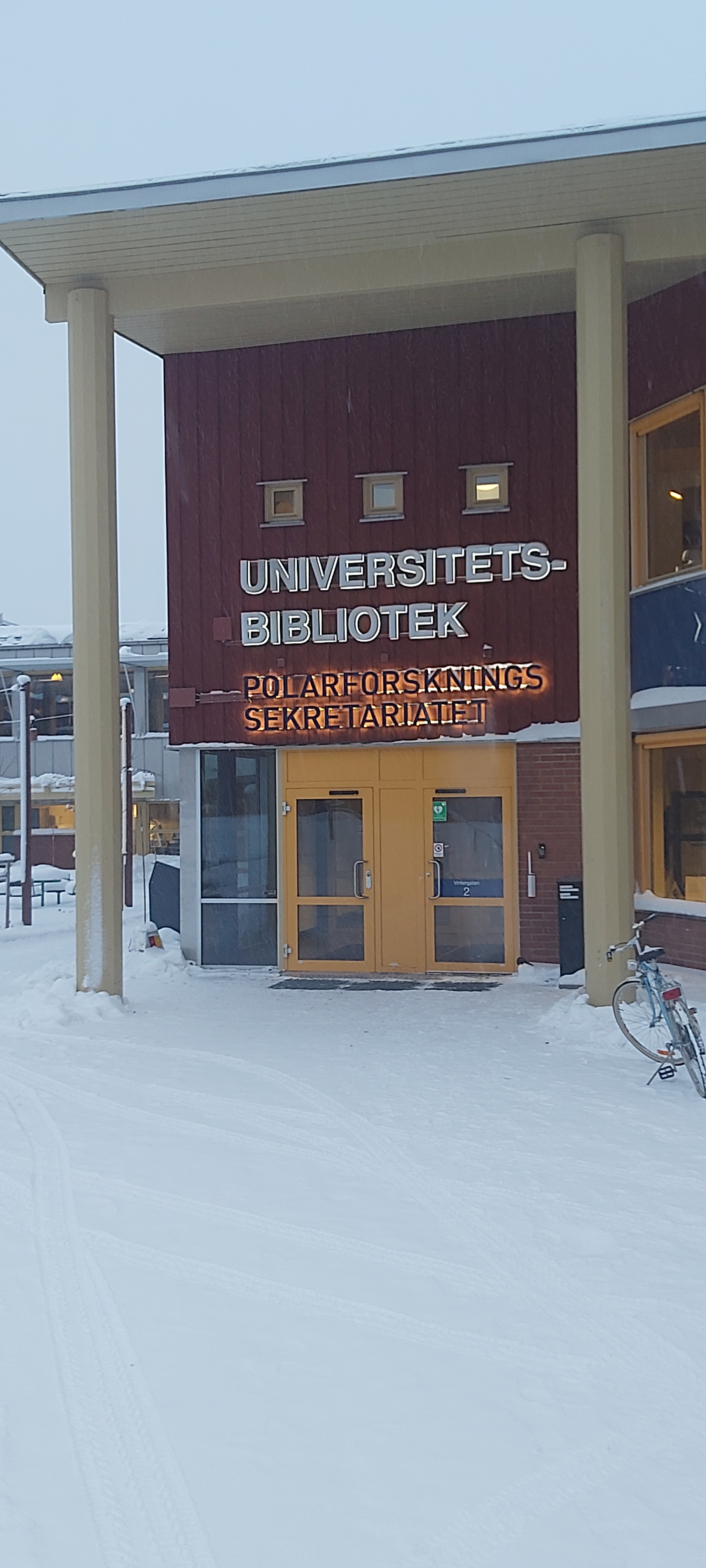
Polarforskningssekretariatet har kontor i B-huset på Luleå tekniska universitets område på Porsön.

- Katarina Gårdfeldt, direktör (2018–)

## Föreståndare (titeln ändrades till direktör år 2018)
- Anders Karlqvist, föreståndare (1984–1993, 1995–2009)
- Olle Melander, föreståndare (1993–1995)
- Björn Dahlbäck, föreståndare (2010–2017)